# حالت طبیعی (بیوشیمی)
در بیوشیمی، حالت طبیعی یک پروتئین یا اسید نوکلئیک عبارت است از شکل تا شده یا/و جمع شدهٔ آن، که یک حالت عمل‌کننده و دارای وظیفه را به آن می‌دهد. حالت طبیعی یک زیست‌مولکول می‌تواند تمامی ۴ سطح ساختار زیست‌مولکولی را به خود بگیرد، که ساختار دوم تا چهارم از فعل و انفعالات ضعیف در ستون فقرات پیوندهای کووالانسی شکل می‌گیرند. این حالت، با حالت تغییر شکل داده شده متضاد است، که در آن، این پیوندهای ضعیف از هم گسسته‌اند، که منجر به از بین رفتن شکل ساختارها به جز ساختار اولیهٔ زیست‌مولکولی می‌شود.

## پروتئین‌ها
درحالی‌که تمامی مولکول‌های پروتئین با زنجیره‌های ساده و بدون انشعاب از اسید آمینه‌ها شروع می‌شوند، وقتی کامل می‌شوند، شکل‌های سه‌بعدی خیلی خاصی را به خود می‌گیرند؛ آن شکل نهایی، که به عنوان ساختار سوم شناخته می‌شوند، شکل تا شده‌ای است که دارای کمترین میزان انرژی آزاد است. همین ساختار سوم پروتئین که به صورت تا شده است، پروتئین را قادر به اجرای وظایف زیستی‌اش می‌سازد. در حقیقت، تغییرات در شکل پروتئین‌ها، منشأ اولیهٔ چندین بیماری انحطاط اعصاب است، از جمله بیماری‌هایی که توسط پریون‌ها و آمیلویدها به وجود می‌آیند (مانند جنون گاوی، بیماری کورو و بیماری کروتزفلد جاکوب).
تعداد زیادی از آنزیم‌ها و پروتئین‌های غیرساختاری دیگری، بیشتر از یک حالت طبیعی دارند، و با تبدیل بین این حالت‌ها عمل می‌کنند یا دستخوش تنظیمات می‌شوند. با این حال، «حالت طبیعی» تقریباً به‌طور انحصاری برای یک حالت و معمولاً برای متمایز ساختن پروتئین‌های تا شده از پروتئین‌های تغییر شکل داده شده یا پروتئین‌های باز شده به کار می‌رود. در متون دیگر، شکل تا شدهٔ یک پروتئین بیشتر به ترکیب یا ساختار طبیعی آن اشاره دارد. پروتئین‌های تا شده و باز شده، اغلب به سادگی با بررسی حلالیت آن‌ها در آب، تشخیص داده می‌شوند، چرا که پروتئین‌های زیادی پس از تغییر شکل دادن حل‌ناپذیر می‌شوند. پروتئین‌ها در حالت طبیعی، ساختار دومی را تعریف خواهند کرد که می‌تواند به صورت طیفی، با دو رنگ‌تابی دورانی و با رزونانس مغناطیسی هسته‌ای (NMR) تشخیص داده می‌شوند.